# Legacy (album Christ Agony)
Legacy – dziewiąty album studyjny black metalowego zespołu Christ Agony wydany 18 listopada 2016 roku przez wytwórnię Witching Hour Productions.

## Lista utworów
1. „Conjuration” – 7:37
2. „Sigillum Diaboli” – 6:50
3. „Seal ov the Black Flame” – 7:26
4. „Black Blood ov the Universe” – 6:52
5. „Devil Worship” – 6:35
6. „Coronation” – 5:57
7. „Legacy ov Sin & Blood” – 9:03

## Twórcy
| Christ Agony w składzie - Cezary Augustynowicz – wokal, gitara, gitara basowa, miksowanie Gościnnie - Dariusz „Daray” Brzozowski – perkusja | Personel - Black Team Media – projekt graficzny, projekt okładki - Michał Grabowski – inżynier dźwięku, miksowanie, mastering |